# Gimme Shelter (1970)
Gimme Shelter is een documentaire uit 1970 over The Rolling Stones 1969 US Tour geregisseerd door Albert en David Maysles en Charlotte Zwerin. Hij kwam op 6 december in 1970 uit en duurt 91 minuten. De documentaire laat zien hoe het rampzalige Altamont Free Concert verliep. De titel Gimme Shelter is afgeleid van het nummer op het album Let it bleed.

## Uitgevoerde nummers

### The Rolling Stones
- "Jumpin' Jack Flash"
- "(I Can't Get No) Satisfaction"
- "You Gotta Move"
- "Wild Horses" (in de studio in Muscle Shoals)
- "Brown Sugar"
- "Love in Vain"
- "Honky Tonk Women"
- "Street Fighting Man"
- "Sympathy for the Devil"
- "Under My Thumb"
- "Gimme Shelter" (live-versie, aan het einde van de documentaire)

### Ike and Tina Turner
- "I've Been Loving You Too Long" (Madison Square Garden)

### Jefferson Airplane
- "The Other Side of This Life" (Altamont)

### Flying Burrito Brothers
- "Six Days on the Road" (Altamont)

## Trivia
- Gimme Shelter is ook de naam van een film die door Ben Affleck en Mick Jagger werd gemaakt om geld in te zamelen voor het UNHCR, zie Gimme Shelter (2008).